# Numeració hebrea
El sistema de numeració hebreu és un sistema alfabètic quasi decimal en el qual s'usen les lletres de l'alfabet hebreu.
En aquest sistema no hi ha notació per al 0 i els valors numèrics de cada lletra individual se sumen conjuntament. Cada unitat (1, 2..., 9) s'assigna amb una lletra separada, cada desena (10, 20..., 90) i cada centena (100, 200..., 900) s'assignen, igualment, amb lletres separades. La guematria (numerologia jueva) fa un extens ús d'aquest sistema de numeració.

## Taula de valors i símbols
| Decimal | Hebreu                    | Símbol       |
| ------- | ------------------------- | ------------ |
| 1       | Alef                      | א;           |
| 2       | Beth                      | ב;           |
| 3       | Gimmel                    | ג;           |
| 4       | Dalet                     | ד;           |
| 5       | Hei                       | ה;           |
| 6       | Vav                       | ו;           |
| 7       | Zayin                     | ז;           |
| 8       | Het                       | ח;           |
| 9       | Tet                       | ט;           |
| 10      | Yud                       | י;           |
| 20      | jaf                       | כ;           |
| 30      | Lamed                     | ל;           |
| 40      | Mem                       | מ;           |
| 50      | Nun                       | נ;           |
| 60      | Samaj                     | ס;           |
| 70      | Ayin                      | ע;           |
| 80      | Pey                       | פ;           |
| 90      | Tsadit                    | צ;           |
| 100     | Kuf                       | ק;           |
| 200     | Reish                     | ר;           |
| 300     | Shin                      | ש;           |
| 400     | Taf                       | ת;           |
| 500     | Tav Kof o Kaf Sofit       | ת;"ק; o ך;   |
| 600     | Tav Resh o Mem Sofit      | ת;"ר; o ם;   |
| 700     | Tav Shin o Nun Sofit      | ת;"ש; o ן;   |
| 800     | Tav Tav o Pe Sofit        | ת;"ת; o ף;   |
| 900     | Tav Tav Kof o Tsadi Sofit | ת;ת;"ק; o ץ; |

## Particularitats
La numeració hebrea associa dos significats a cada lletra. No només es té una expressió de quantitat sinó una construcció geomètrica i aquesta dualitat s'aplica en diferents aspectes: religiosos, màgics i fins i tot en geometria sagrada, una molt antiga geometria quadràtica amb significat místic i filosòfic.

## Dobli significat del sistema
L'alfabet hebreu té vint-i-dues consonants, per la qual cosa el sistema bàsic de numeració arriba fins a la quarta centena. Però els sons consonants hebreus són 28. Els hebreus no van recórrer a 28 lletres sinó que van utilitzar només les 22 conegudes i van representar els altres sons mitjançant la inclusió d'un punt dins de sis consonants. Quan el punt no està escrit la consonant té so "suau" o fricatiu i en l'altre cas un so "fort" o oclusiu. El fet d'haver conservat 22 consonants té una explicació: les lletres de l'alfabet estan també relacionades amb polígons regulars les quantitats de costats del qual divideixen exactament als 360 graus de la circumferència. Així á-lef no només simbolitza al nombre 1, sinó que també representa a un triangle equilàter, behth està associada amb un quadrat, guí-mel amb el pentàgon, etc. El nombre 360 té 24 divisors sencers positius, però l'1 i el 2 no corresponen al nombre de costats de polígons regulars. Queden d'aquesta forma 22 nombres que s'associen a les consonants de l'alfabet significant polígons. Hi ha un paral·lelisme total amb l'alfabet fenici.

## Ús del doble significat en texts religiosos i antics
Per a l'ús aritmètic, la correspondència numèrica és la que assenyala la taula; però en els texts sagrats una mateixa lletra pot significar dos nombres diferents. En el cas de behth, per exemple, aquests nombres són 2 i 4. Aquesta dualitat tenia un sentit espiritual/religiós. Quan un text dona el sentit material, terrenal, humà o concret el nombre que s'utilitza és el que correspon a les figures geomètriques. Si el significat és espiritual, figurat, simbòlic o celestial s'utilitza el nombre del sistema aritmètic, com està indicat a la taula. Com un exemple explicatiu podem citar les deu plagues que va sofrir Egipte en l'Èxode i les set plagues de Revelació o Apocalipsi. L'associació d'ambdós nombres amb la lletra zá-yin, el set numèric i el decàgon regular, indicaria que les primeres plagues van ser literals i que les del llibre d'Apocalipsi són en sentit figurat, que la seva descripció no ha de ser presa literalment sinó com a metàfora o al·legoria de fets assimilables a aquestes descripcions. Correspon aclarir que l'Apocalipsi va ser escrit en grec, perquè en aquells temps era el llenguatge comercial a la conca de la Mediterrània i era parlat per persones de diferents nacionalitats, una mica semblant a l'ús de l'anglès en l'actualitat. A més, hi havia assentaments jueus de parla grega fora d'Israel. Tanmateix, l'escriptor era hebreu i el simbolisme conserva l'ús de la seva pròpia llengua, encara que l'escriptura sigui grega.

## Excepcions
Una altra particularitat consisteix en l'escriptura canviada dels nombres 15 i 16. S'haurien d'escriure 10 +5 i 10 +6, respectivament, però els hebreus escriuen al seu lloc 9 +6 i 9 + 7. Això resulta del mandat de no usar el nom de Déu en va. El nom de Déu es representa en hebreu per quatre de consonants, el Tetragràmaton, és a dir: Yohdh-he ' -waw-he '. El valor numèric de yohdh és 10 i el d'he' és 5, mentre que waw és 6; però les expressions Yohdh-he ' i Yohdh-waw són abreviatures del Nom Diví i es canvien per les sumes esmentades abans.

## Estat actual
Encara que modernament el sistema es va simplificar i ja pocs recorden o esmenten als polígons associats, en l'anàlisi o lectura dels texts sagrats o dels documents molt antics hi ha aquestes dificultats assenyalades i no és tan automàtica una interpretació del significat numèric de les lletres. El sistema numèric hebreu, en el seu origen, va estar estretament lligat amb continguts religiosos. Persisteix la pràctica d'escriure 15 i 16 com 9 +6 i 9 + 7.